# Вілтон Грегорі
Вілтон Грегорі (англ. Wilton Daniel Gregory; нар. 7 грудня 1947) — американський римо-католицький священник. Єпархіяльний єпископ Бельвіль (1994—2005), президент Американської єпископської конференції (2001—2004), митрополит Архієпископ Атланта (2005—2019), архієпископ Митрополит Вашингтону (з 2019). Апостольський Адміністратор єпархії Святого Томаса (з 2020). Перший в історії кардинал-афроамериканець (з 2020). Підтримує ЛГБТ.